# Jürgen Brandstaeter
Jürgen Brandstaeter (* 1962 in Meißenheim) ist ein ehemaliger deutscher Handballspieler.

## Werdegang
Brandstaeter wuchs in Meißenheim auf und betrieb als Jugendlicher mehrere Sportarten (Handball, Fußball, Tischtennis, Leichtathletik). Für den Handballsport wurde er von Klaus Baumann entdeckt, unter dem er mit dem HTV Meißenheim zweimal südbadischer Handballmeister (D- und C-Jugend) wurde. 1982 gewann er mit den Meißenheimer Herren die Meisterschaft in der Südbadenliga, anschließend wechselte der Torwart zum TuS Hofweier in die Handball-Bundesliga.
1985 verließ er Hofweier in Richtung SG Köndringen/Teningen, mit der er 1986 in die 2. Bundesliga aufstieg. Ab 1986 war Brandstaeter wieder Mitglied des TuS Hofweier in der Bundesliga. 1989 wechselte er innerhalb der Bundesliga zum TV Niederwürzbach. 1991 bestritt er mit Niederwürzbach die Endspiele (Hin- und Rückspiel) um den DHB-Pokal, musste sich mit seiner Mannschaft aber knapp TuSEM Essen geschlagen geben.
Sein nächster Bundesliga-Verein wurde 1992 der VfL Hameln. 1994 wurde Brandstaeter mit Hameln deutscher Vizemeister. Danach spielte er ab 1994 beim VfL Gummersbach, 1996 beendete eine Knieverletzung seine Leistungssportlaufbahn. Er bestritt mehr als 400 Spiele in der Bundesliga. Für die deutsche Nationalmannschaft kam er zu neun Länderspieleinsätzen und hatte 1992 die Teilnahme an den Olympischen Sommerspielen vor Augen, erlitt aber vor dem Turnier einen Kreuzbandriss.
Brandstaeter, der Zimmermann und Industriekaufmann lernte, blieb dem Handball als Trainer verbunden. Von 1997 bis 2000 war er Trainer beim TuS Helmlingen. Ab 2000 war er sieben Jahre beim HTV Meißenheim tätig, fungierte dort als Sportlicher Leiter und Trainer. Hernach war er drei Jahre in der Jugendarbeit des TV Willstätt beschäftigt. 2010 wechselte er zum TV Herbolzheim. Er war später Jugendtrainer bei der SG Meißenheim/Nonnenweier, im Jahr 2015 trat Brandstaeter zusätzlich das Traineramt bei den Herren des HTV Meißenheim an. Er war bis Saisonende 2015/16 Trainer der Herrenmannschaft, die Jugend der SG Meißenheim/Nonnenweier betreute er bis 2017. Im Sommer 2018 wurde Brandstaeter Trainer des Schweizer Zweitligisten TV Möhlin. Im Februar 2020 erlitt er im Rahmen des Spiels gegen den TV Solothurn zwei leichte Herzinfarkte. Am Saisonende 2019/20 endete seine Amtszeit in Möhlin. Im Juni 2020 wurde er in der Jugendarbeit des HGW Hofweier tätig.